# Department of Motor Vehicles
 (octobre 2009).
Si vous disposez d'ouvrages ou d'articles de référence ou si vous connaissez des sites web de qualité traitant du thème abordé ici, merci de compléter l'article en donnant les références utiles à sa vérifiabilité et en les liant à la section « Notes et références ».
Pour les articles homonymes, voir DMV.
Le Department of Motor Vehicles (DMV) est, pour chaque État des États-Unis, l'organisme public chargé, au niveau de l'État, de l'enregistrement des véhicules et des permis de conduire. Les organismes similaires existent au Canada. Le nom DMV n'est pas utilisé dans tous les États mais le terme générique est compris, particulièrement dans le contexte de l'émission des permis de conduire[réf. nécessaire]. 